# Dumitru Diacov
Dumitru Diacov (ur. 10 lutego 1952 w Kargapolje) – mołdawski polityk i dziennikarz, przewodniczący Parlamentu Republiki Mołdawii w latach 1998–2001, przewodniczący Demokratycznej Partii Mołdawii od 2000 do 2009.

## Życiorys
Dumitru Diacov urodził się w obwodzie kurgańskim na Syberii, dokąd w 1949 została deportowana jego rodzina. W 1956 powrócił wraz z rodzicami do rodzinnej miejscowości Bașcalia w ówczesnej Mołdawskiej SRR.
W 1974 ukończył dziennikarstwo na Białoruskim Uniwersytecie Państwowym w Mińsku. W latach 1977–1984 był aktywnym działaczem Komsomołu w Mołdawii i wchodził w skład jego komitetu centralnego. W 1984 został korespondentem gazety „Komsomolskaja prawda”. W latach 1988–1989 pełnił funkcję konsultanta w departamencie stosunków zewnętrznych KC KPZR. Od 1989 do 1993 zajmował stanowisko kierownika agencji TASS w Bukareszcie w Rumunii. W 1993 objął stanowisko doradcy w departamencie politycznym Ambasady Republiki Mołdawii w Moskwie.
W 1994 został wybrany do mołdawskiego parlamentu z listy Demokratycznej Agrarnej Partii Mołdawii, reelekcję uzyskał w 1998. W latach 1995–1998 zajmował stanowisko wiceprzewodniczącego parlamentu, a od 23 kwietnia 1998 do 20 marca 2001 jego przewodniczącego. Od 1997 do 2000 stał na czele bloku wyborczego Pentru o Moldovă Democratică și Prosperă, który w wyborach w 1998 zdobył 24 mandaty w parlamencie. W kwietniu 2000 stanął na czele Demokratycznej Partii Mołdawii (PDM).
W 2001 utracił mandat poselski, odzyskał go jednak w 2005. Jego ugrupowanie przegrało kolejne wybory z kwietnia 2009. W lipcu 2009 nowym przewodniczącym demokratów został Marian Lupu. Dumitru Diacov zachował wówczas tytuł honorowego przewodniczącego PDM. W tym samym miesiącu powrócił do parlamentu, ponownie wybierany w 2010, 2014 i 2019.